# Olibrinus truncatus
Olibrinus truncatus is een pissebed uit de familie Olibrinidae. De wetenschappelijke naam van de soort is voor het eerst geldig gepubliceerd in 1991 door Stefano Taiti & Franco Ferrara.